# BMW Serie 8
La BMW Serie 8 è un'autovettura coupé prodotta dalla casa automobilistica tedesca BMW in due generazioni: la prima, siglata E31, tra il 1989 e il 1999, mentre la seconda, siglata G15, è stata introdotta quasi 20 anni dopo, a partire dal 2018. Precedentemente alla E31 era presente in listino la prima generazione della Serie 6, mentre nei quasi vent'anni intercorsi fra la E31 e la G15 sono state prodotte altre due generazioni della Serie 6. Queste due "serie" sono state quindi le uniche a non essere state prodotte in maniera continuativa (come invece avviene per le altre "serie" della gamma BMW).

## Prima generazione (E31, 1989-1999)
La E31 è stata la prima delle Serie 8: disegnata da Claus Luthe e da Klaus Kapitza, era caratterizzata da un corpo vettura imponente, ma le cui dimensioni generose erano dissimulate da una linea assai slanciata e affilata, con fari anteriori a scomparsa e coda tronca. Chiamata a sostituire la Serie 6 E24 nel listino BMW, venne prodotta per dieci anni, fino al 1999. Montava motori V8 e V12 da 4 a 5,6 litri con potenze da 286 a 381 CV. Su questa generazione fu realizzata varie versioni prototipali tra cui anche la BMW M8, della quale però non venne mai sviluppato il progetto e del cui prototipo si seppe ben poco fino al 2010, anno in cui venne esposto al Museo BMW di Monaco di Baviera. La Serie 8 E31 venne sostituita nel 2003 dalla nuova Serie 6, siglata E63.

## Seconda generazione (G15, dal 2018)
La seconda generazione della Serie 8 viene lanciata nel 2018 in sostituzione della terza generazione della Serie 6, la F12, in listino dal 2012. La nuova Serie 8 viene anticipata dalla concept omonima svelata al Concorso d'eleganza Villa d'Este tenutosi nel maggio del 2018 a Cernobbio. Sebbene dal punto di vista del design e delle tecnologie utilizzate sia un'auto completamente diversa dalla precedente Serie 8, vengono riproposti alcuni stilemi tipici del precedente modello, come ad esempio le linee assai affilate, molto più che non nelle Serie 6 con le quali la Serie 8 condivise il ruolo di rappresentante delle coupé di alta gamma BMW fin dal 1976. Non sono state riproposti né i fari a scomparsa, né i finestrini posteriori apribili. Nel caso della nuova Serie 8, le motorizzazioni previste sono di tipo V8 a benzina e 6 in linea diesel e, a differenza dell'antenata, tutte turbocompresse e abbinabili alla trazione integrale. Per la prima volta è disponibile in tre varianti di carrozzeria, sia cabrio e che berlina a quattro porte, e anche nella versione sportiva M8.

## Galleria d'immagini
| BMW E31   | BMW G15  |
| --------- | -------- |
|           |          |
|           |          |
| 1989-1999 | dal 2018 |